# 蜷川譲
蜷川 譲（にながわ ゆずる、1925年3月9日 - 2014年7月9日）はフランス文学者、比較文学者、ロマン・ロラン研究家。
本籍は愛知県一宮市。台湾台北州基隆市に生まれる。愛知東海中学校卒。1948年早稲田大学政経学部卒業、同文学部大学院にて現代フランス文学を専攻。1954年渡欧、1957年帰国までパリ大学ソルボンヌにおいて学ぶ。日本福祉大学教授、早稲田大学講師などを務めた。1951年に兵藤正之助、金井光太郎らと日本ロマン・ロラン協会を創立。昭和30年代からは窪村らの参加を得て、東京の新宿（初期は毎月）、水道橋労音（年3回）、五反田（年2回）、吉祥寺（晩年は年2回）で、449回にわたり「ロマン・ロラン研究会」を主催した。研究誌「ロマン・ロラン研究」を発行（140号にて休刊）。
2014年7月9日午前9時12分、誤嚥性肺炎のため、東京都三鷹市の病院で死去。89歳没。

## 著書
- ロマン・ロラン 生涯と芸術 兵藤正之助共著 社会思想研究会 1958 (現代教養文庫
- ロマン・ロラン 真実に生きた人 岩崎書店 1959 (少国民の偉人物語文庫)
- フランス文学散歩 社会思想研究会 1959 (現代教養文庫)
- ジャン・クリストフの見える丘 三笠書房 1959
- ロシア文学の旅 社会思想研究会 1961 (現代教養文庫)
- 赤い大陸二万キロ 二見書房 1961
- 世界旅行あなたの番 二見書房 1963
- パリ文学地図 1965 (角川文庫)
- 海外留学あなたの番（編著）二見書房 1967
- ロマン・ロラン 人生の夢想と行動 合同出版 1967 (パピルス双書)
- ヨーロッパ留学生 個性と行為の発見 1969 (三省堂新書)
- 世界旅行時刻表 日本ヨーロッパ列車ダイヤ 二見書房 1971
- 文学のディスクール 藤森書店 1979.1
- 優しいパリ 巴里の日本人 創樹社 1990.4
- パリに死す 評伝・椎名其二 藤原書店 1996.9
- 敗戦直後の祝祭日 回想の松尾隆 藤原書店 1998.5
- パリの宿 日仏文化交流史試論 麗澤大学出版会 2002.12

●　パリかくし味　海鳴社　2010
●　ロマン・ロラン讃歌（編著）こぶし書房　2013.9

## 翻訳
- ミケランジェロの生涯 ロマン・ロラン 世界の人間像第7 角川書店 1962 のち旺文社文庫
- 愛すること・生きること ロマン・ロランの言葉 社会思想社 1963 (現代教養文庫)
- ベートーヴェンの生涯 ロマン・ロラン 1969 (旺文社文庫)
- トルストイの生涯 ロマン・ロラン 1975 (旺文社文庫)